# Polytrichadelphus integrifolius
Polytrichadelphus integrifolius là một loài rêu trong họ Polytrichaceae. Loài này được Müll. Hal. ex E. Britton mô tả khoa học đầu tiên năm 1896.